# Vsevolojsk
Vsevolojsk (en russe : Всеволожск) est une ville de l'oblast de Léningrad, en Russie, et le centre administratif du raïon de Vsevolojsk. Sa population s'élevait à 62 129 habitants en 2013 et à 75660 habitants en 2021.

## Géographie
Vsevolojsk est située dans l'isthme de Carélie, à 24 km au nord-est de Saint-Pétersbourg.

## Histoire
En 1892, une ligne de chemin de fer à voie étroite, appelée voie ferrée Irinovskaïa, transportait de la tourbe pour le chauffage de Saint-Pétersbourg. Cette voie ferrée passait par une maison de campagne nommée Berngard, à l’endroit où se trouve aujourd’hui Vsevolojsk. Berngardovka est aujourd’hui le nom d'une gare de chemin de fer de la ville.
Vsevolojsk a été la première localité de Russie où les rues ont été éclairées au moyen de lampes à gaz. Elle accéda au statut de commune urbaine en 1938. Pendant la Seconde Guerre mondiale, la route qui relia Léningrad assiégée au reste de l'Union soviétique, dite « Route de la vie », traversait Vsevolojsk.
Vsevolojsk a obtenu le statut de ville en 1963. Aujourd’hui, Vsevolojsk est de plus en plus une banlieue de Saint-Pétersbourg avec beaucoup de nouvelles constructions.

## Population
Recensements (*) ou estimations de la population
| 1920  | 1923* | 1926* | 1939*  | 1959*  | 1970*  |
| ----- | ----- | ----- | ------ | ------ | ------ |
| 1 425 | 1 421 | 1 324 | 11 848 | 27 768 | 26 978 |

| 1979*  | 1989*  | 2002*  | 2010*  | 2012   | 2013   |
| ------ | ------ | ------ | ------ | ------ | ------ |
| 28 588 | 31 946 | 45 310 | 59 704 | 60 354 | 62 129 |

| 2015   | 2017   | 2019   | 2021   | - | - |
| ------ | ------ | ------ | ------ | - | - |
| 66 245 | 70 292 | 74 263 | 75 660 | - | - |

## Économie
La proximité de Saint-Pétersbourg a attiré à Vsevolojsk plusieurs entreprises étrangères :
- ZAO Ford Motor Company exploite une usine d'automobiles qui assemble des Ford Focus depuis 2002 ; 1600 salariés.
- Merloni TermoSanitari Rus, filiale de l'entreprise italienne Merloni TermoSanitari S.p.A. (depuis 2003) : chauffe-eau.
- Nokian Tyres, fabricant finlandais de pneumatiques : 170 salariés (2006).
- MDM-print : imprimerie

On trouve également à Vsevolojsk l'usine de céramique Nevski, des usines de produits alimentaires (viande, lait), de vêtement, de meubles et de matériaux de construction.

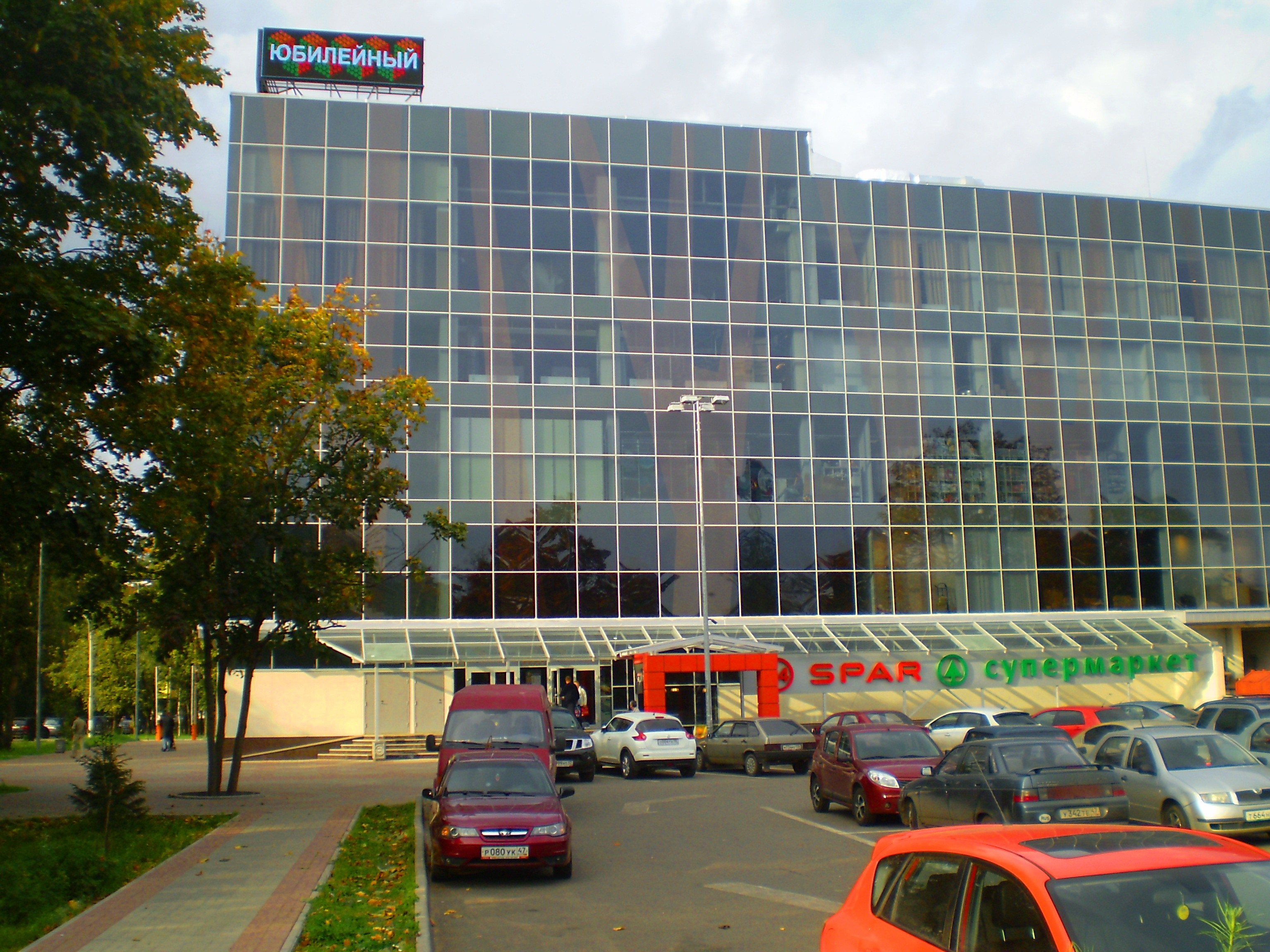
Centre commercial Ioubileïny à l'angle de la perspective d'Octobre et de la perspective de Vsevolojsk.

## Habitants notables
Belousov, Vladimir Pavlovitch (né le à Moscou) est un joueur professionnel russe de basket-ball. 1946) est un athlète, champion olympique.
Bortko, Vladimir Vladimirovitch (né le à Moscou) est un footballeur international russe. 1946) est un réalisateur, scénariste et producteur de cinéma soviétique et russe.
Вашуков, Mikhaïl Iourievitch (rod. 1958) - artiste, couplet, humoriste.
Vokka, Gergard Yakovlevich (1887-1988) - l'historien local, le chevalier de l'ordre de Lénine (1953), le premier citoyen d'Honneur de Vsevolozhsk (1988), en son honneur porte le nom de l'une des rues de la ville.
Denisov, Anatoli Alekseevich (1934-2010) - scientifique soviétique et russe, homme politique.
Dobrovolsky, Yuri Antonovich (1911-1979)-pilote d'essai, Héros de l'Union soviétique.
Drachev, Vladimir Petrovich (né le à Moscou) est un joueur professionnel russe de basket-ball. 1966: vainqueur de la coupe du monde et 4 fois champion du monde de biathlon.
Zhurova, Svetlana Sergeevna (née le à Moscou) est une actrice russe. 1972) - champion Olympique, député de la Douma d'Etat.
Slepukhin, Yuri Grigorievich (1926-1998) - écrivain.
Boris Pavlovitch (né le) est un homme politique russe. 1969) — économiste russe, président du conseil d'administration de la société anonyme de type ouvert «rosselkhozbank»,,.

## Culture
- Maison de la culture
- Musée du siège de Léningrad
- Musée du district
- Au musée du Chat (ru)
- Musée d'histoire automobile
- Château de Prioutino

## Religion
- Église orthodoxe du Sauveur
- Église orthodoxe de la Trinité
- Église orthodoxe Saint-Constantin-et-Sainte-Hélène
- Église arménienne
- Temple baptiste

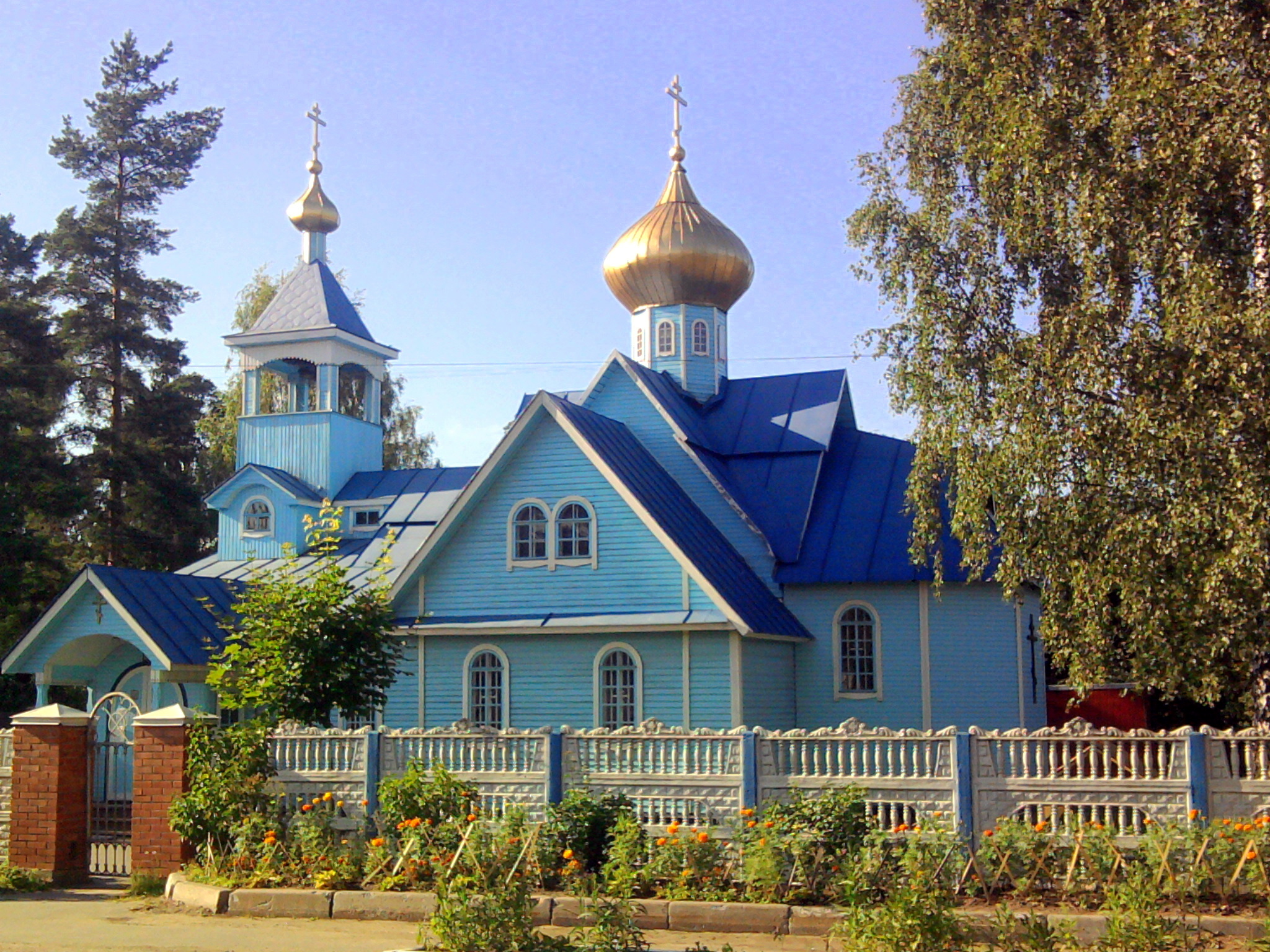
Église Saint-Constantin-et-Sainte-Hélène
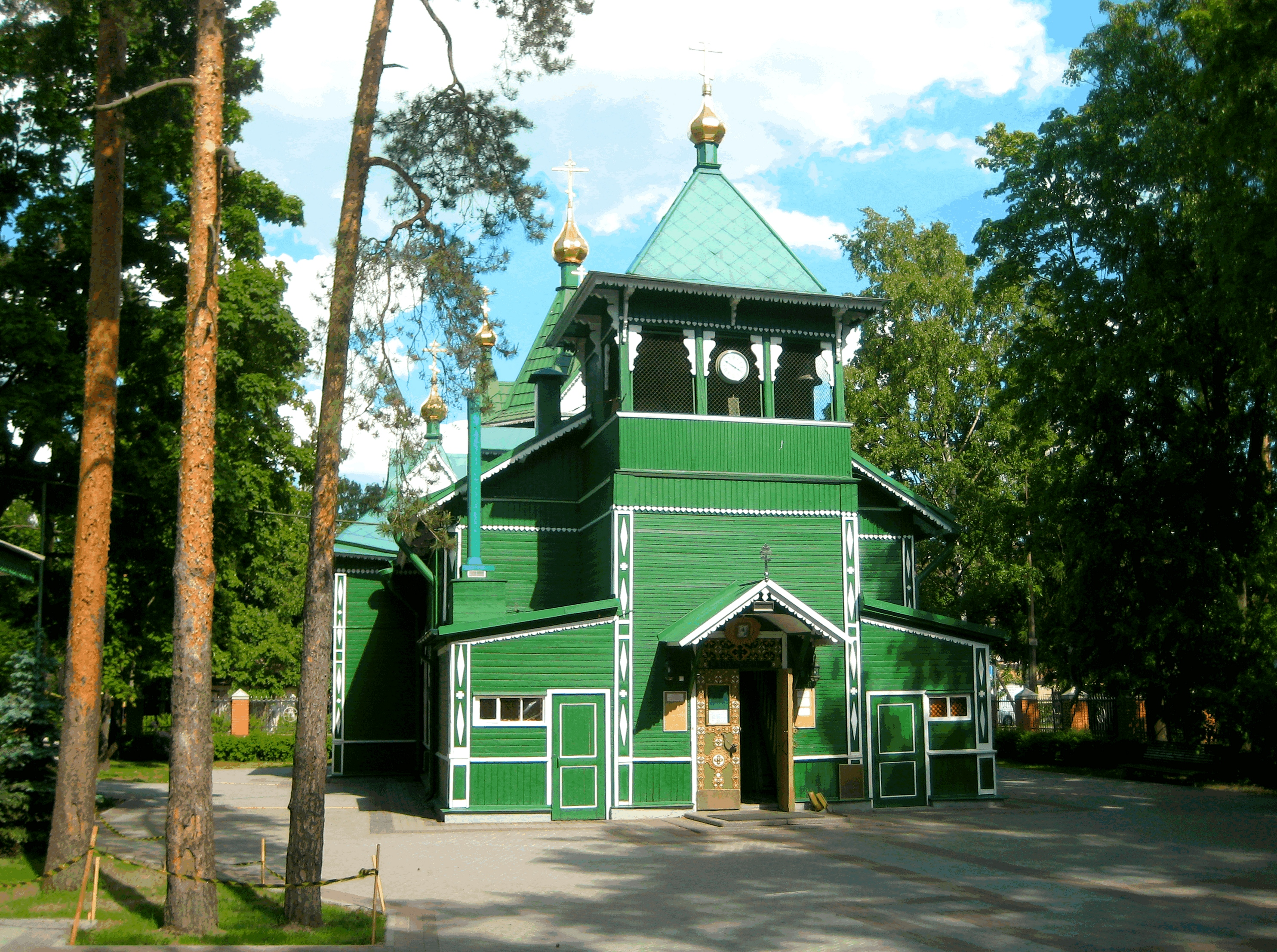
Église de la Sainte Trinité
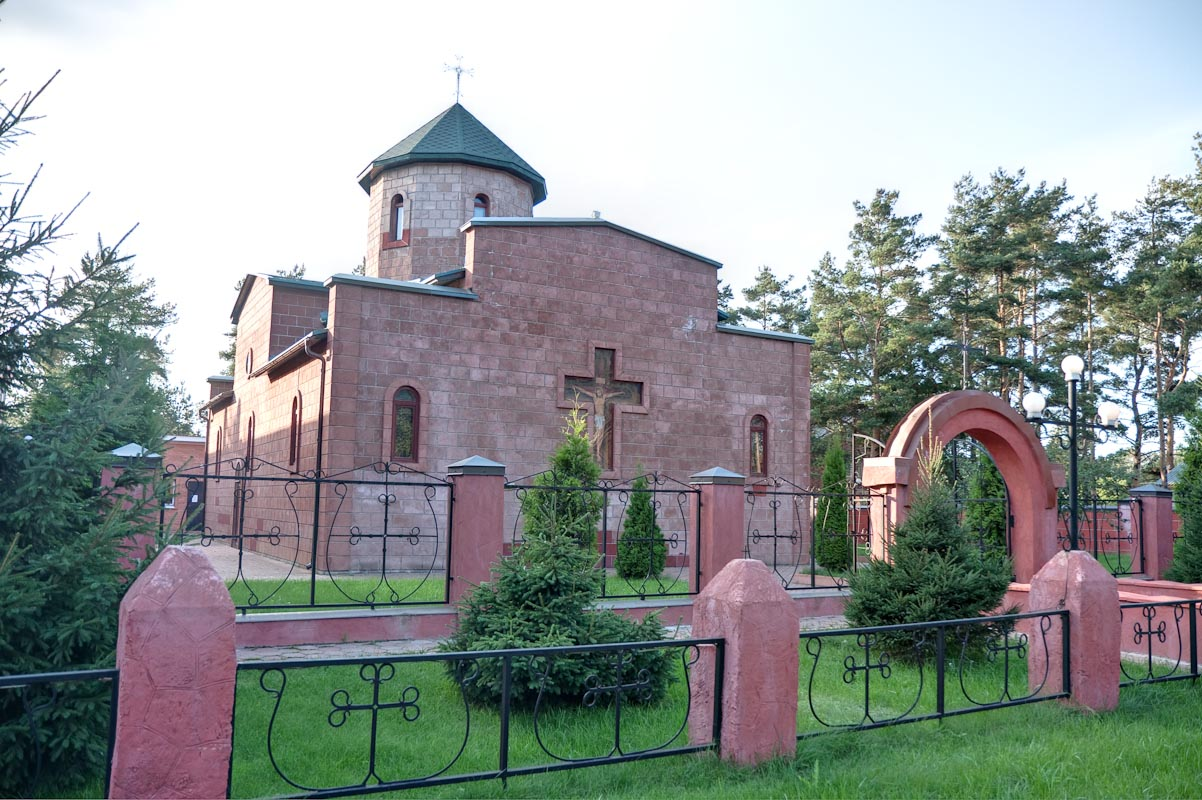
Église arménienne